# Alistair King
Alistair King was een Brits motorcoureur. Zijn beste seizoen was dat van 1961, toen hij vijfde werd in de 500 cc klasse van het wereldkampioenschap wegrace.

## Loopbaan

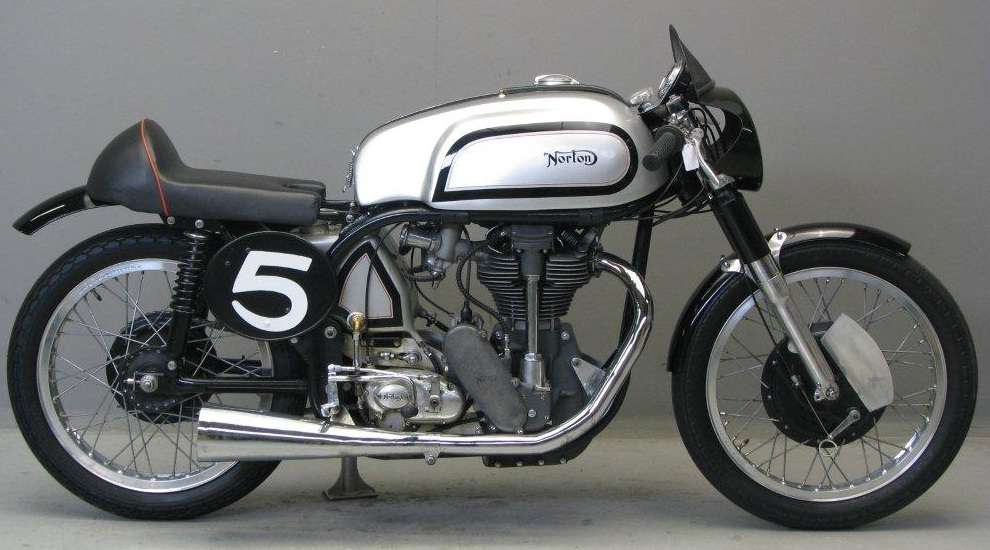
Norton Manx

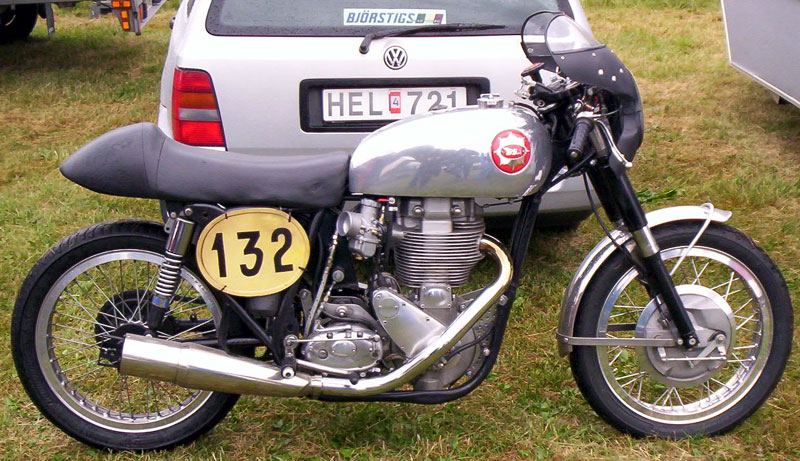
BSA Gold Star

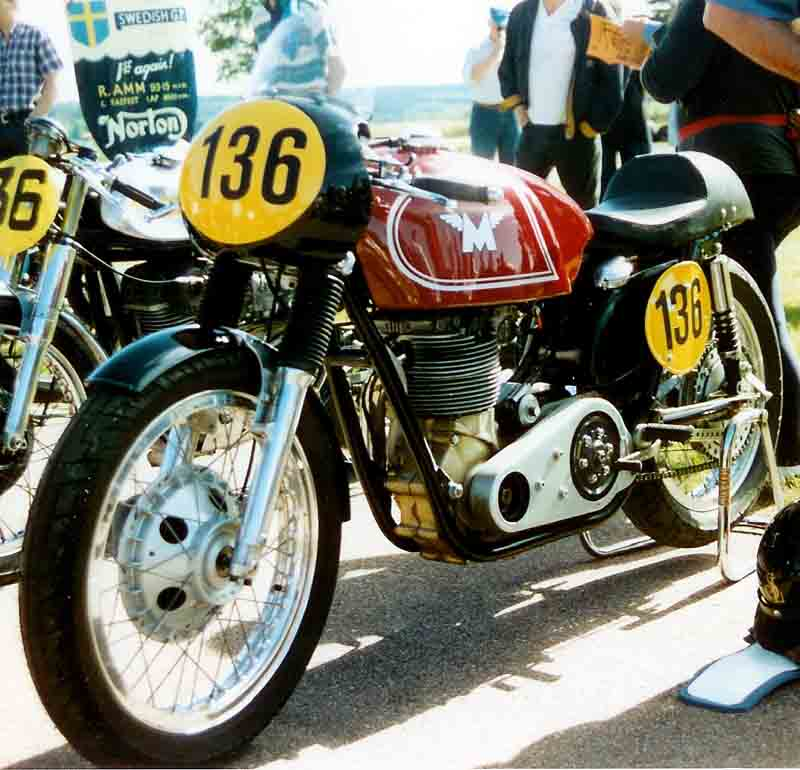
Matchless G50

Alistair King startte in 1953 in de Clubmans Senior TT met een Norton. Deze raceklasse was bedoeld voor amateurs en was in 1947 ingesteld door de Auto-Cycle Union om hen startmogelijkheden in de Isle of Man TT te bieden. In deze eerste race op het eiland Man ging het erg goed: hij werd vijfde. Later in het jaar startte hij met een AJS 7R in de 350 cc Junior Race van de Manx Grand Prix, maar toen viel hij uit. De Manx Grand Prix was ook een amateurrace, maar hier werden volwaardige productieracers gebruikt.
Toen hij in 1954 opnieuw aan de Clubmans Senior TT deelnam won hij met een BSA Gold Star, maar in de Manx Grand Prix viel hij in de Junior Race uit met een AJS 7R en in de 500 cc Senior Race viel hij uit met een Matchless G50.
In 1955 waren de resultaten voor Alistair King matig: met zijn Manx-Nortons viel hij zowel in de Junior- als de Senior race van de Manx Grand Prix uit. Dat gebeurde in 1956 ook, maar hij werd met een AJS 7R derde in de belangrijke North West 200 op ”the Triangle”, een stratencircuit in Noord-Ierland. In 1957 werd hij in de “professionele” Senior TT zevende. Vanaf dat moment kwam hij voornamelijk nog uit in races voor (semi-) professionele coureurs.
In 1958 werd hij met de Norton Manx zesde in de Senior TT. Dat leverde hem zijn eerste WK-punt op, waardoor hij in de eindstand van het 500 cc kampioenschap als vijftiende geklasseerd werd. Hij won de 350 cc klasse van de North West 200.
In 1959 won Alistair King de nieuw ingestelde 350 Formula One TT, die open stond voor productieracers, maar belangrijker waren zijn tweede plaats in de Senior TT en zijn derde plaats in de Junior TT. Hij werd ook zesde in de 500 cc klasse in de Ulster GP en hij won opnieuw de 350 cc North West 200.
In 1960 kwam Alistair King niet voor in de uitslagenlijsten, maar 1961 werd zijn beste jaar. In de Isle of Man TT haalde hij de vierde plaats in de Senior TT, maar in Ulster werd hij tweede in de 350 cc klasse met een Bianchi en derde in de 500 cc klasse met een Norton. In de 500 cc race in Monza werd hij tweede. Hij eindigde daardoor als vijfde in de totaalstand van het 500 cc wereldkampioenschap.
In 1961 verscheen Suzuki voor het eerst in Europa. Men besloot met de nieuwe Suzuki RV 61 deel te nemen aan de Lightweight TT. Omdat het de Japanse coureurs aan circuitkennis ontbrak op de 60 kilometer lange Snaefell Mountain Course, huurde men een aantal ervaren coureurs in: Paddy Driver, Hugh Anderson en Alistair King. De Suzuki’s waren echter niet opgewassen tegen de machines van Honda en Yamaha. De meesten vielen uit, waaronder ook de machine van Alistair King.
In 1962 verscheen Alistair King nog op het eiland Man om met een Bultaco deel te nemen aan de Lightweight 125 cc TT en met een AJS aan de Junior TT, maar in beide wedstrijden haalde hij de finish niet.